# Ljudmil Stojanow

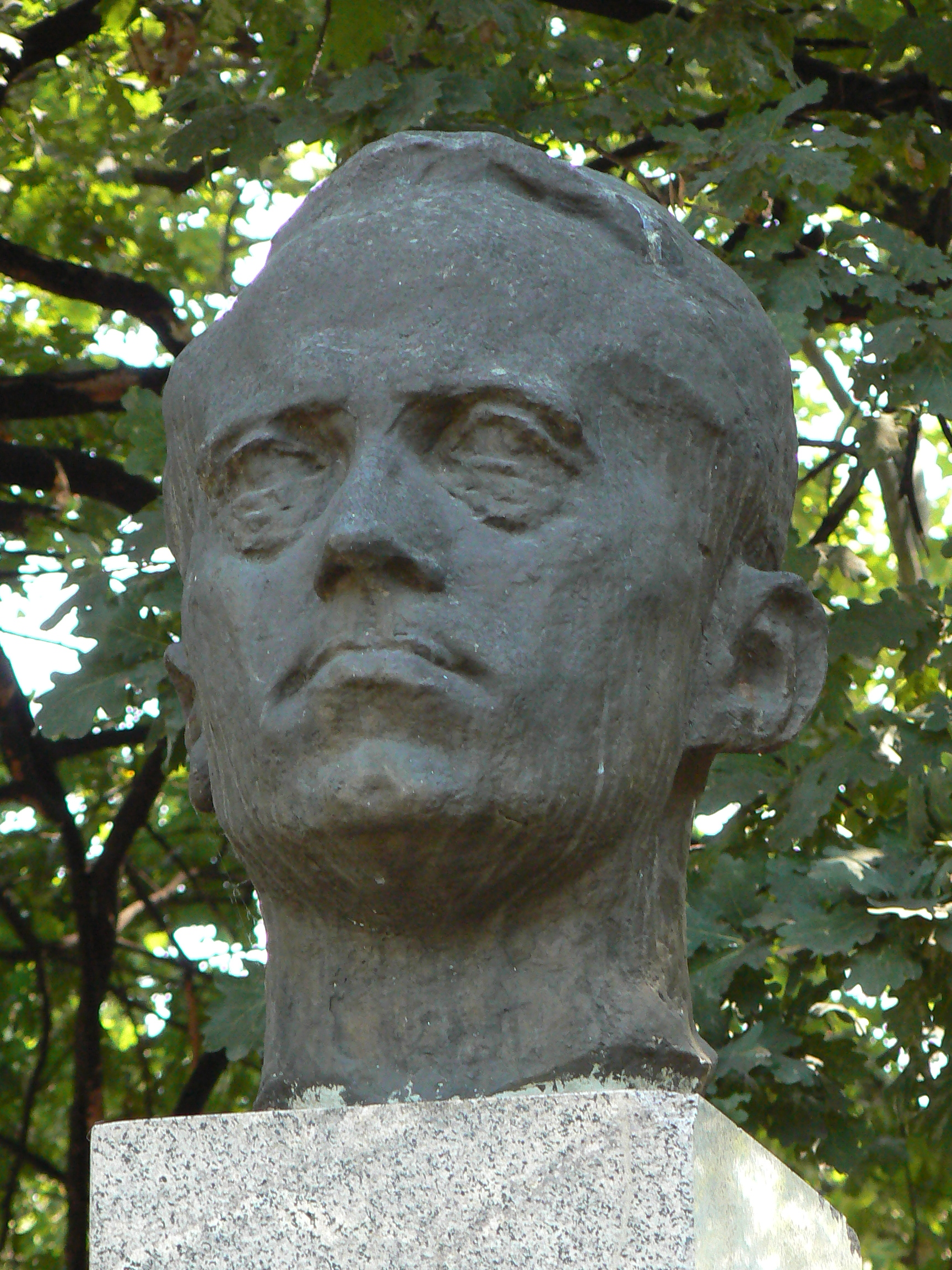
Denkmal für Ljudmil Stojanow in Sofia

Ljudmil Stojanow, eigentlich Georgi Stojanow Slatarew, (bulgarisch Людмил Стоянов; * 6. Februar 1888 in Kowatschewiza; † 11. April 1973 in Sofia) war ein bulgarischer Schriftsteller.
Stojanow verfasste Erzählungen und Romane. Außerdem war er als Redakteur verschiedener Zeitschriften sowie als Übersetzer russischer bzw. sowjetischer Literatur tätig. Er gehörte der Bulgarischen Akademie der Wissenschaften an und war Mitglied des Weltfriedensrates.
Er wurde als Held der Sozialistischen Arbeit und mit dem Dimitrow-Preis ausgezeichnet.

## Werke (Auswahl)
- Die Barmherzigkeit des Mars, 1923, (deutsch: 1958)
- Hatidsche, 1924, (deutsch: 1958)
- Die silberne Hochzeit des Obersten Matow, 1933, (deutsch: 1957)
- Cholera, 1935, (deutsch: 1957)
- Mechmed Sinap, 1936